# Zach Cunningham
Pour les articles homonymes, voir Cunningham.
(en) Statistiques sur pro-football-reference
Zachary Daniel « Zach » Cunningham, né le 12 décembre 1994 à Pinson, est un joueur américain de football américain évoluant au poste de linebacker pour les Broncos de Denver en National Football League (NFL). Il a précédemment évolué pour les franchises des Texans de Houston (2017 à 2021), des Titans du Tennessee (2021 à 2022) et des Eagles de Philadelphie (2023).